# Sagichō
Sagichō (jap. 左義長・三毬杖) lub dondo (jap. どんど) lub dondoyaki (jap. どんど焼き), także inne nazwy: saitoyaki, sankurō, hochoji, hokkengyō – ceremonialny zwyczaj japoński, polegający na paleniu dekoracji noworocznych.
Palenie dotyczy:
- kadomatsu – tradycyjna dekoracja umieszczana parami po obu stronach na zewnątrz bramy wejściowej do domu, zrobiona m.in. z gałęzi sosny, bambusu, słomy; stylem i formą różnią się w zależności od regionu;
- kakizome – kaligrafia znaków kanji, pisana przeważnie 2 stycznia, na początek Nowego Roku;
- shimenawa – święty powróz spleciony ze słomy ryżowej;
- shide – zygzakowe wstęgi papieru, mające rytualnie oczyścić dane miejsce, zazwyczaj przymocowywane są do świętego sznura shimenawa.

Ceremonie te najczęściej odbywają się w dniach 15 lub 18 stycznia (data zależy od regionu). Pierwotnie był to festiwal ognia służący przepędzeniu demonów i złych duchów.
Uważa się, że ciastka mochi pieczone w tym ogniu, wraz z odpowiednią modlitwą, zapewniają w nowym roku ochronę przed chorobami.

## Galeria

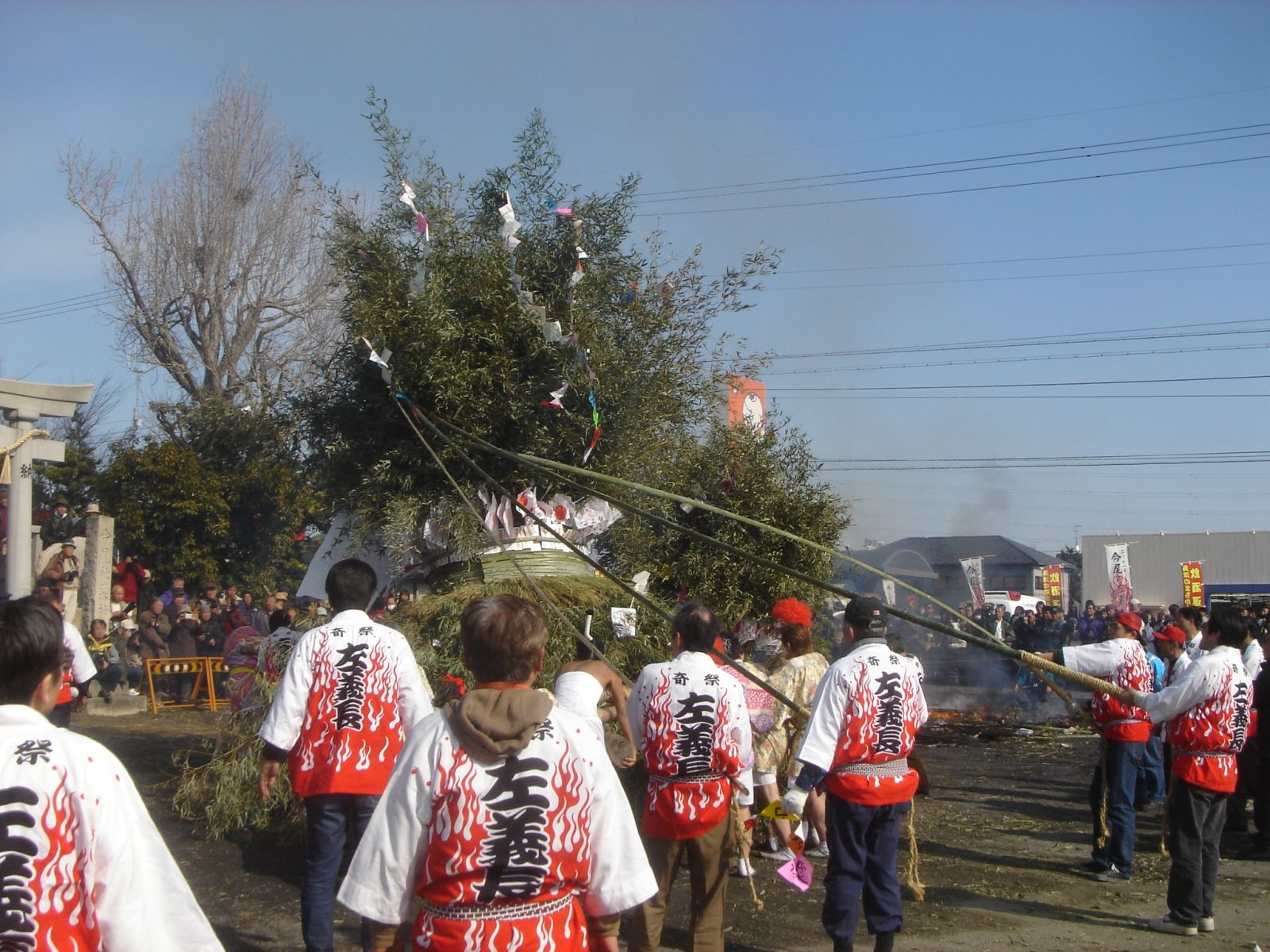
Sagichō w Kaizu, w prefekturze Gifu
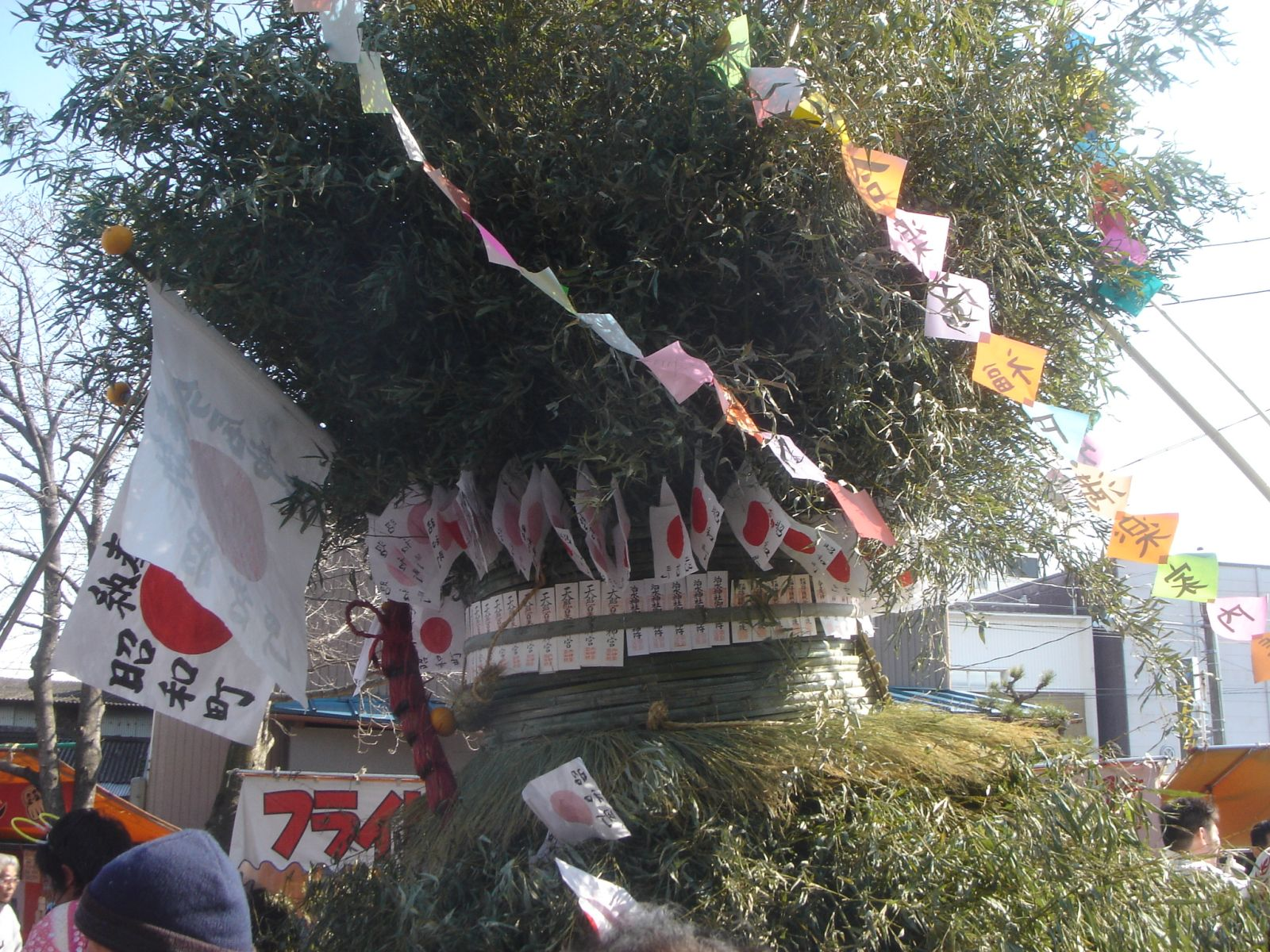
Kaizu, Gifu, 2008 r.
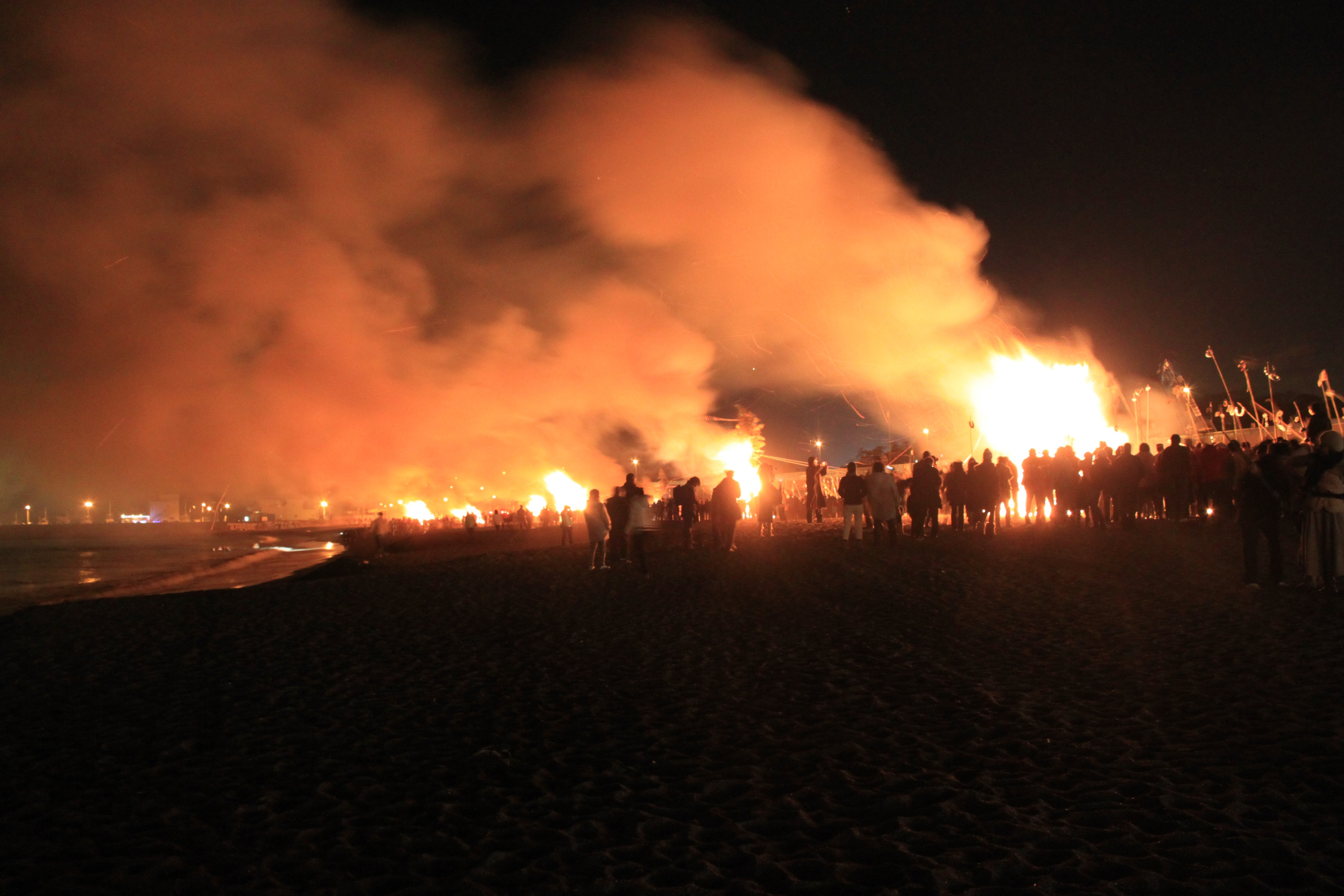
Sagichō w Ōiso, w prefekturze Kanagawa
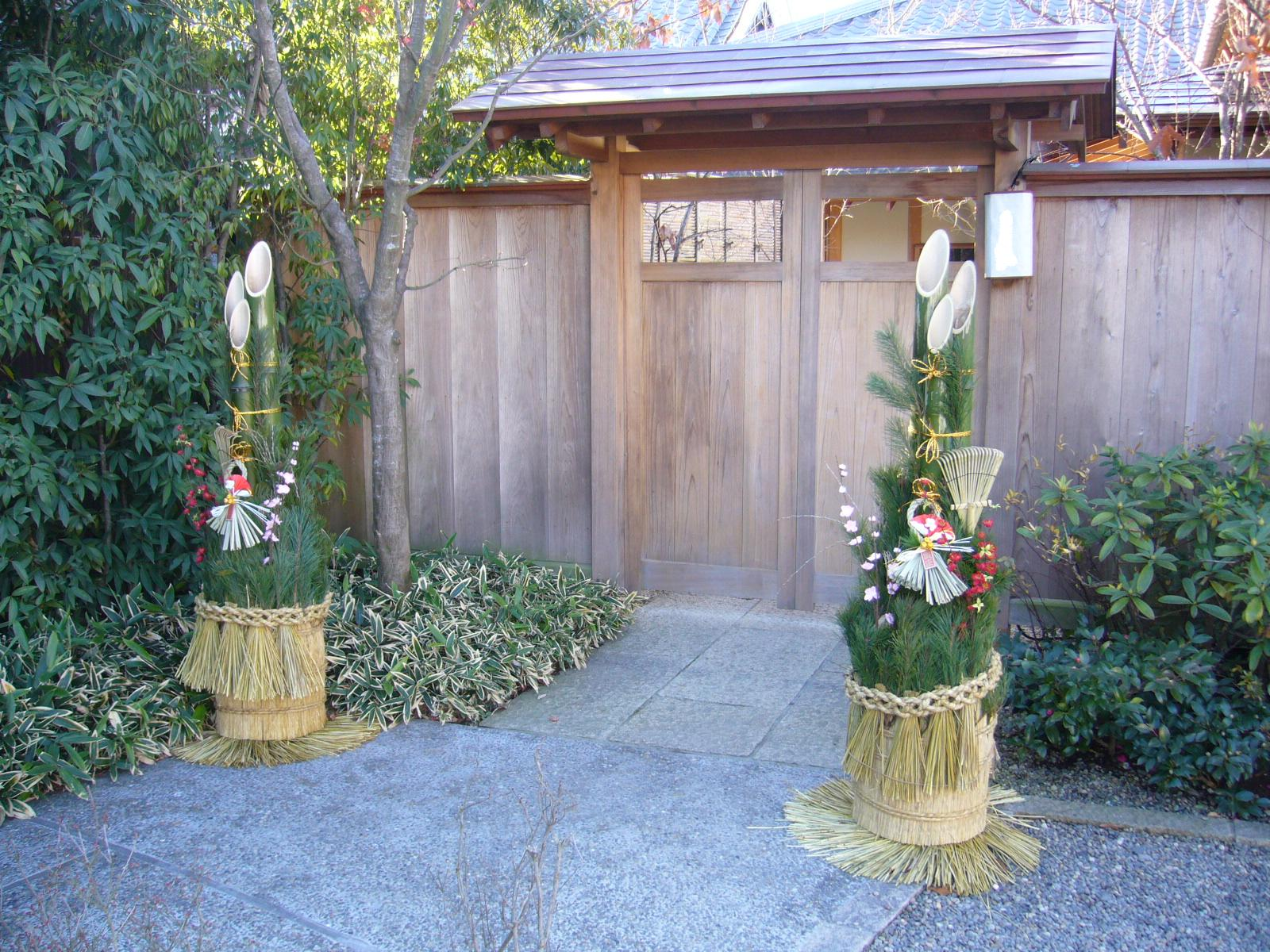
Kadomatsu
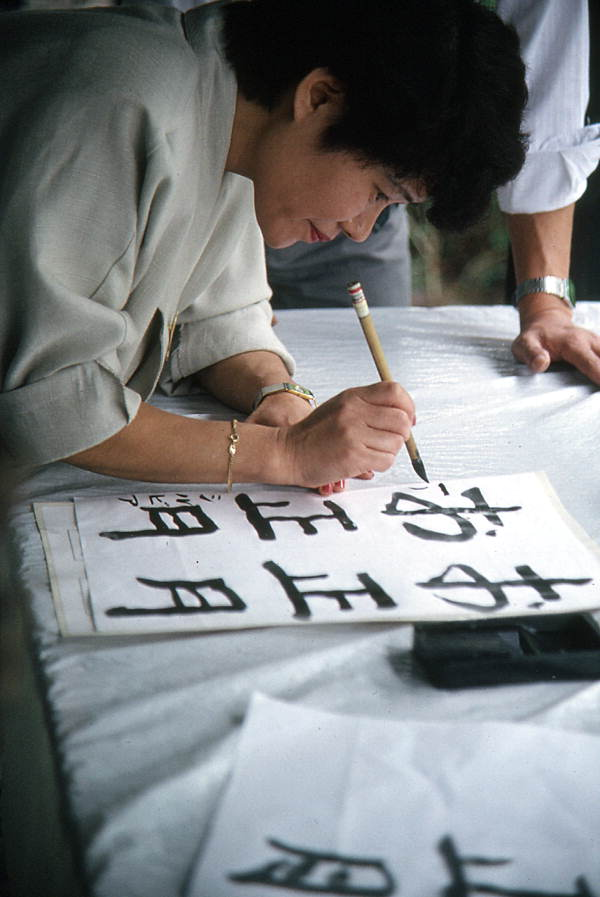
Kakizome, noworoczna kaligrafia, tekst: o-shōgatsu